# Пурим
Пури́м (ивр. פּוּרִים‎, мн. число от аккадского пуру — «жребий») — еврейский праздник, установленный, согласно библейской Книге Есфири (ивр. אסתר‎ — Эстер), в память о спасении евреев, проживавших на территории Древней Персии, от истребления Аманом-амаликитянином, любимцем царя Артаксеркса (ивр. אחשורוש‎ — Ахашверош).
Пурим начинается с окончанием «поста Эстер» (ивр. תַּעֲנִית אסתר‎ — «таанит эстер», пост Есфири). Постятся в течение 13-го дня месяца адара в память о том, как по инициативе Есфири евреи Персии постились и молились о спасении от истребления Есф. 4:16. Пурим празднуется в 14-й день адара, за исключением нескольких городов, которые отмечают этот праздник в 15-й день.

## События Пурима по еврейской традиции

### Пророчества о продолжительностиВавилонского плена
Ибо так сказал Бог: когда пройдут семьдесят лет вашего пребывания в Вавилоне, тогда Я вспомню вас и исполню доброе слово Моё о вас, чтобы возвратить вас в место сие
— Иер. 29:10

Я, Даниил, вычислил по книгам число лет, о котором было сказано слово Бога к Иеремии, пророку, и вот: семьдесят лет продлится разрушение Иерусалима
— Дан. 9:2
Таким образом, согласно пророчеству Иеремии, должно пройти 70 лет господства Вавилона, прежде чем Бог вспомнит о евреях; Даниил же говорит, что должно пройти 70 лет со дня разрушения Иерусалима. И действительно, Иерусалимский Храм был восстановлен и освящён в 516 году до н. э. — через 70 лет после разрушения.
Согласно Ветхому Завету, пророчества библейских пророков устрашали не одно поколение монархов и их советников. В ожидании исполнения пророчества цари избегали проявлять неуважение к невидимому и непонятному Богу евреев, боясь вызвать его гнев. Они жили в страхе, но и в надежде на то, что разрушение Храма означает конец Его власти.

### Вавилонский плен
В 586 году до н. э. вавилонский царь Навуходоносор (ивр. נבוכדנאצר‎ — Невухаднецар) штурмом взял Иерусалим и разрушил Храм Соломона. Вавилоняне вывели из страны огромное количество пленных. Так начался для евреев великий плен, который продолжался почти 47 лет — до указа Кира II о возвращении и восстановлении Иерусалимского Храма в 539 году до н. э.
Со временем могучая Вавилонская держава ослабла и стала лёгкой добычей персидских царей. Навуходоносор царствовал 45 лет. Его сменил сын Авельмардук (Эвил Меродах), который царствовал 23 года. Его преемник Валтасар (ивр. בלאשצר‎ — Белшацар), вступив в третий год своего правления, с трепетом считал дни по мере того, как приближался конец семидесятого года. И когда эти 70 лет, как ему казалось, истекли, Валтасар возликовал — Вавилон пережил роковой срок, и Иерусалим не был восстановлен! Согласно еврейским мидрашам, Валтасар устроил пир, вошедший в историю как образец дикой оргии, стремясь показать своё презрение к Богу, которого уже не боялся. В честь своего празднества он даже вынул из сокровищницы сосуды Храма, чтобы использовать их в своём необузданном пиршестве. Но Валтасар ошибся в своих расчётах, и к утру он был убит.

### Правление Кира Великого
Согласно Танаху, Дарий I предложил трон Киру II, но последний отказался. Дарий процарствовал год, а Кир — восемь лет. Таким образом, исполнилось пророчество Даниила, согласно которому Вавилонское царство перейдёт сначала к Мидии, а затем к Персии.
Новая власть отличалась веротерпимостью. Евреи пользовались значительными правами и самоуправлением. Персидский царь Кир позволил евреям вернуться в Иудею и восстановить Храм. Для этого выделялись значительные средства из царской казны, а также возвращались храмовые ценности, которые когда-то были увезены вавилонянами. Указ Кира был издан в 538 году до н. э.
Хотя Кир и разрешил евреям вернуться на свою родину, лишь 42 тысячи из них откликнулись на его призыв, остальные предпочли остаться в Персии. Начались работы по восстановлению Храма, несмотря на набеги враждебных племён, живших вблизи Иерусалима. В Вавилоне возродилось изучение Торы, однако даже среди наиболее выдающихся представителей народа были такие, которые спрашивали, должны ли они оставаться верными союзу с Богом после того, как Он лишил их возможности жить на Его земле.
К последним месяцам своего царствования Кир перевёл свою столицу в Сузы (ивр. שושן‎ — Шушан) в земле Элам. Как раз к тому времени он изменил отношение к евреям и запретил новым группам изгнанников возвращаться в Землю Израиля. Это препятствие вызвало отчаяние в среде тех, кто уже находился в Иерусалиме, и работы, начатые с такими надеждами, были приостановлены. И всё же восстановление Храма не было запрещено, хотя встречало всё больше препятствий, а политика веротерпимости продолжалась и при наследниках Кира.

### Царь Ксеркс I
В 486 году до н. э. персидским царём стал сын Дария I Асвир, которого греки назвали Артаксерксом (Ксерксом), а евреи — Ахашверошем. Могущество нового царя «не знало границ»: в состав персидской империи входили Индия, Малая Азия, Фракия, Македония, Вавилония, Сирия, Страна Израиля, Египет и часть Аравийского полуострова. Надпись на здании в Персеполе гласит:
Я — Артаксеркс, великий царь, единственный царь, царь (всех) стран (в которых говорят) на всех языках, царь этой большой и простирающейся далеко земли, сын царя Дария, Ахеменида, перса, сына перса, — так говорит царь Артаксеркс.
Вот страны, в которых (в придачу к Персии) я являюсь царём под сенью (бога) Ахурамазды, которые платят мне дань; всё, что я требую у них, они исполняют и подчиняются моему закону:
Мидия, Элам, Арахозия, Урарту, Дрангиана, Парфия, Вавилония, Ассирия, Египет, жители Иконии, живущие у солёного моря, и те, кто живёт за солёным морем, Аравия, Гандара, Индия и Куш («Эфиопия», на территории современного Судана)
Самого Ксеркса не волновали политические вопросы, связанные с евреями и их Храмом, однако, согласно еврейскому мидрашу, жена Ксеркса, царица Астинь (ивр. ושתי‎ — Вашти), внучка Навуходоносора, яростно возражала против любых попыток восстановить Храм и настояла, чтобы Ксеркс положил конец делу, начатому Киром. В результате царь запретил работы в Иерусалиме.
Согласно расчётам Ксеркса, 70 лет истекали на третий год его царствования. Это и стало, по мнению мидраша, причиной 180-дневного пира, с описания которого начинается Свиток Есфири. Чтобы ознаменовать освобождение от страха перед пророчеством Иеремии, он сделал то, что ранее не дерзнул бы, — осквернил священные сосуды Храма.
Тем не менее, расчёты Ксеркса также были ошибочными. Десять лет спустя, после событий, описанных в книге Есфирь, Ксеркс умер, и персидский трон наследовал новый царь — Дарий II — сын Ксеркса и Эсфири, который приказал возобновить восстановление Иерусалимского храма.

## Книга Есфирь (Эстер)
Главной героиней книги является Эсфирь — родственница и воспитанница еврея Мордехая, жившего в Сузах (Шушан) и однажды спасшего жизнь царю Артаксерксу (Ахашверошу). Когда перед царём встала проблема выбора новой жены (вместо отвергнутой им Астини (Вашти)), выбор его пал на Эсфирь.
Один из придворных Артаксеркса, Аман-амаликитянин был крайне раздражён тем, что Мордехай отказывался склоняться перед ним. Сплетя сеть интриг, Аман добился согласия царя на уничтожение всего еврейского народа: «И посланы были письма через гонцов во все области царя, чтобы убить, погубить и истребить всех Иудеев, малого и старого, детей и женщин в один день, в тринадцатый день двенадцатого месяца, то есть месяца Адара, и имение их разграбить.»
Узнав об этом, Мордехай потребовал от Эсфири, чтобы та заступилась перед царём за свой народ. Вопреки строгому придворному этикету, нарушение которого грозило ей потерей своего положения и самой жизни, Эсфирь явилась к Артаксерксу без приглашения и убедила его посетить приготовленный ею пир, во время которого и обратилась к нему с просьбой о защите евреев.

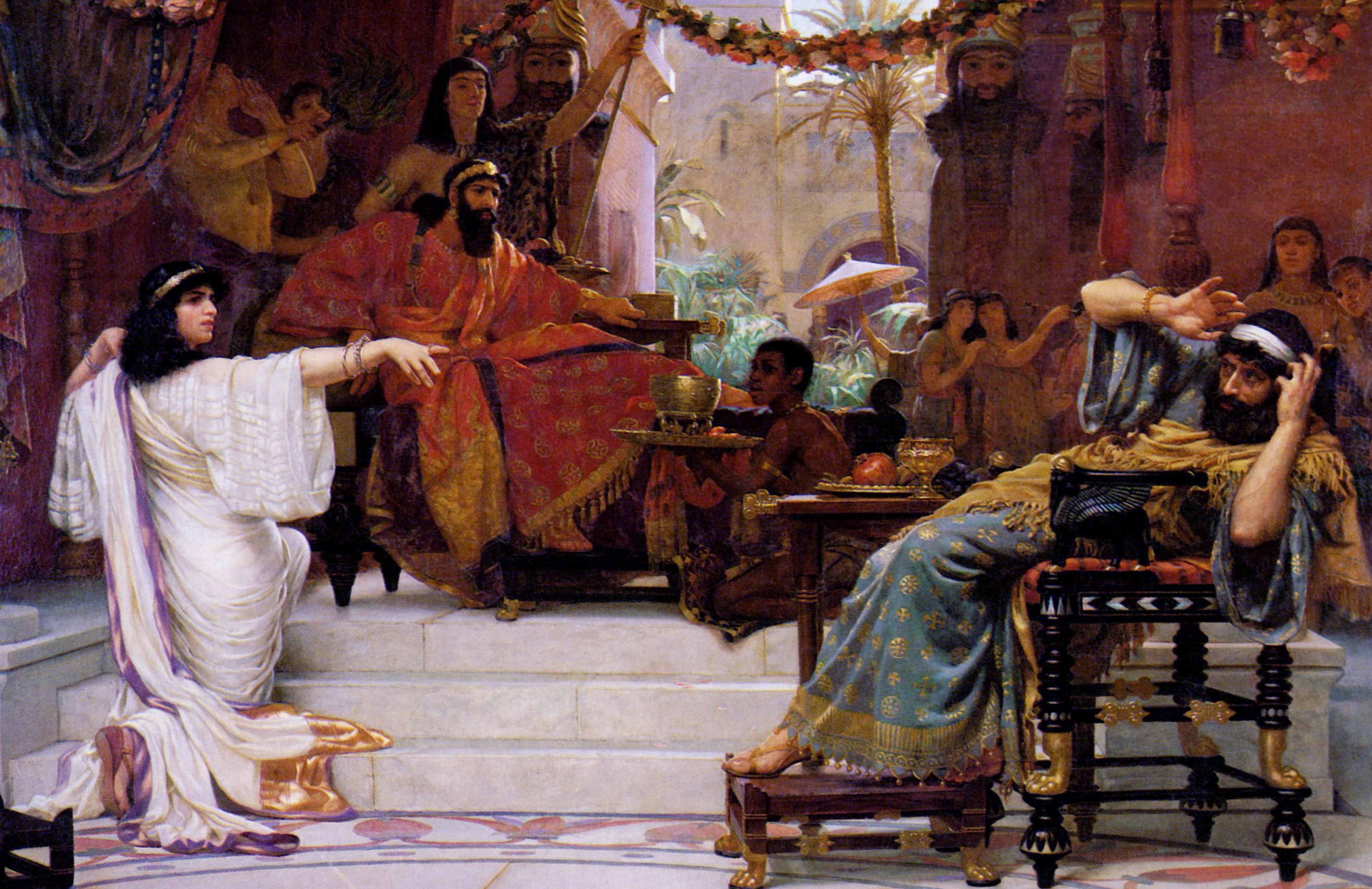
Эстер разоблачает Амана. Картина Норманд, Эрнест

Узнав подоплёку интриг Амана, Артаксеркс приказал повесить Амана на той же виселице, которую Аман приготовил было для Мордехая. Поскольку царские указы не подлежали отмене, был разослан новый указ, дающий евреям право противиться исполнению первого: «о том, что царь позволяет Иудеям, находящимся во всяком городе, собраться и стать на защиту жизни своей, истребить, убить и погубить всех сильных в народе и в области, которые во вражде с ними, детей и жен, и имение их разграбить». В силу этого указа евреи с оружием в руках восстали на защиту своей жизни и уничтожили множество врагов (в тексте говорится о ~76 тысячах убитых), в том числе десять сыновей Амана. В ознаменование этих событий (спасение от истребления) у евреев был установлен праздник Пурим.

## Исторический фон событий Пурима

### Хронология событий
Существует значительное расхождение между традиционной датировкой событий и датировкой, принятой в современной исторической науке. В отношении персидского периода еврейской истории эти расхождения составляют до двухсот лет. Возможны различные пути разрешения этого противоречия.
| Еврейская традиция     | Еврейская традиция | Версия I | Версия I | Версия II    | Версия II | Версия III    | Версия III | Версия IV      | Версия IV |
| ---------------------- | ------------------ | -------- | -------- | ------------ | --------- | ------------- | ---------- | -------------- | --------- |
| Артаксеркс (Ахашверош) | 368                | Ксеркс I | 486      | Артаксеркс I | 465       | Артаксеркс II | 404        | Артаксеркс III | 359       |
| События Пурима         | 355                |          | 473      |              | 452       |               |            |                | 343       |
| Дарий                  | 354                | Дарий II | 423      | Дарий II     | 423       |               |            | Дарий III      | 336       |

## Происхождение праздника

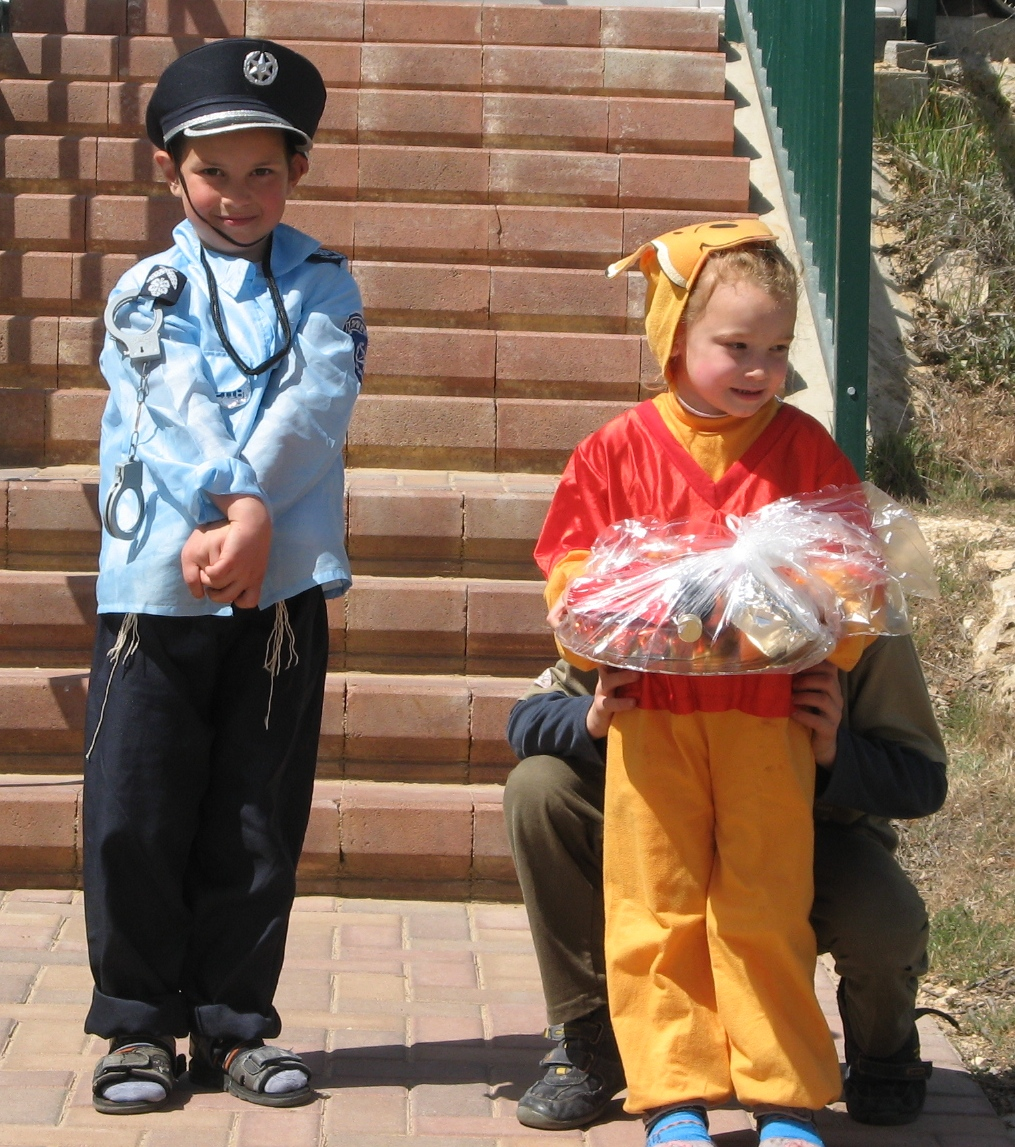
Дети направляются раздавать Мишлоах Манот, 2008

Название праздника происходит от слова «пур» (аккадское «пуру» — «жребий»), который бросал Аман, чтобы назначить месяц истребления евреев (Есф. 3:7. Согласно книге Эсфири, евреи Персии уничтожали своих врагов 12 и 13 адара, а 14 адара праздновали свою победу и избавление; в царской столице Сузы (Шушан) избиение врагов продолжалось ещё один день, а празднование победы состоялось там 15 адара (Есф. 9:1, 2, 13, 14, 17—19). По свидетельству Библии, весь еврейский народ принял празднование этого дня не только для себя, но и для всех будущих поколений. По всей видимости, лишь событие первостепенной важности могло послужить основанием для такого праздника, не связанного ни с Храмом, ни с каким-либо религиозным явлением.
В эпоху Хасмонеев праздник назывался Днём Мордехая (2Макк. 15:36).

### Библейская критика
Приверженцы библейской критики игнорируют события, переданные традицией. По мнению Вильгельма Эрбта, поводом для празднования могло послужить известное поражение Никанора, разбитого Иудой Маккавеем 13-го Адара 161 г. до н. э., весть о котором распространилась 14-го. Имя Хадасса, которым пользовалась Эсфирь сначала, напоминает название поселения Цур Хадасса, где произошла эта битва.
Тем не менее, остаётся вопрос, не праздновали ли Пурим и до «дня Никанора»?
Циммерн (Zimmern) производит слово «пур» от ассир. puhru = сир. puhrâ — пиршество, праздничное собрание, и находит в Пуриме отголосок вавилонского нового года с его собранием богов для определения посредством жребия судьбы людей. По Лагарду (de Lagarde) формы φρουραία, φουρδαία, у Иосифа Флавия φουρδία, указывают будто на то, что в основе Пурима был персидский праздник нового года furdigan или farwardigan. Эта теория была опровергнута Иосифом Галеви.

## Время празднования
Согласно Книге Есфири, евреи Персии уничтожали своих врагов 12-го и 13-го адара, а 14-го — праздновали свою победу и избавление; в царской столице Сузы избиение врагов продолжалось ещё один день, а празднование победы состоялось там 15-го адара, поэтому 15-е названо Сузским Пуримом (ивр. פורים שושן‎ — пурим шушан, идиш שושן פורים‎ — шушан пурим), откуда и название: Шушан Пурим. Такая разница во днях проявилась во всех городах, которые в древности были, как и Сузы, обнесены стеной (в частности, в Иерусалиме, Хевроне и Тверии): там празднуют 15-го адара, а во всех прочих местах по Израилю и еврейским общинам по всему миру Пурим отмечается 14 адара. В еврейские високосные годы, когда добавляется дополнительный месяц — второй адар, — Пурим празднуется в этом месяце, тогда 14-е и 15-е числа первого адара называются малым Пуримом (ивр. פורים קטן‎ — пурим катан) и этот день считается полупраздничным.

## Законы и обычаи праздника
Ханука и Пурим не упоминаются в Торе, их празднование было установлено законоучителями. В частности, из-за этой разницы в статусе праздника нет запрета работать в эти праздники. В книге Эсфири нет никаких ритуальных предписаний для Пурима; говорится только о ежегодном праздновании евреями 14 и 15 адара, причём предписывается, «чтобы их сделали днями торжества и веселья, посылая подарки друг другу и подаяние бедным» (Эсф. 9:22).

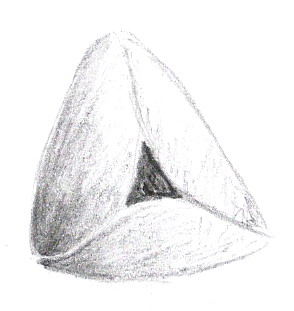
Гоменташ

Пурим начинается с окончанием Поста Эсфири.

### Чтение Свитка Эстер

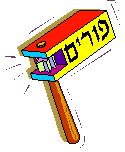
Трещотка

Главная часть празднования — публичное чтение книги Эсфири (по свитку) во время вечерней и утренней молитвы в синагоге.
Во время чтения свитка при произнесении чтецом имени Амана присутствующие поднимают шум топаньем ног, свистом, специальными трещотками (Haman Klopfer) и т. п., выражая таким образом ненависть и презрение к злодею. Прототипом подобной формы выражения презрения является введённый французскими и немецкими евреями в XIII в. обычай ударять одним об другой двумя камнями, на которых начертано имя Амана, до тех пор, пока имя не стиралось (в соответствии с библейским предписанием «ты должен стереть память Амалека» (Втор. 25:19)). Обычай поручать детям шуметь трещоткой был издавна принят и в России. Раввины, однако, неоднократно протестовали против такого непристойного поведения в синагоге.

### Праздничная трапеза
Пурим — весёлый праздник, во время которого принято пить вино. Согласно Талмуду, вино нужно пить до тех пор, пока человек не перестанет различать, произносит ли он проклятия Аману или благословения Мордехаю. Некоторые законоучители, однако, возражали против буквального понимания этого предписания.
На праздник пекут особое треугольное печенье со сладкой начинкой (обычно — с маком или вареньем), называемые гоменташн (гоменташи) (идиш המנטאַשן‎ — у́мэнташн или (h)о́мэнташн, букв. «карманы Амана») или «уши Амана» (на иврите озней Хаман).

### Посылание угощений и подарков нуждающимся

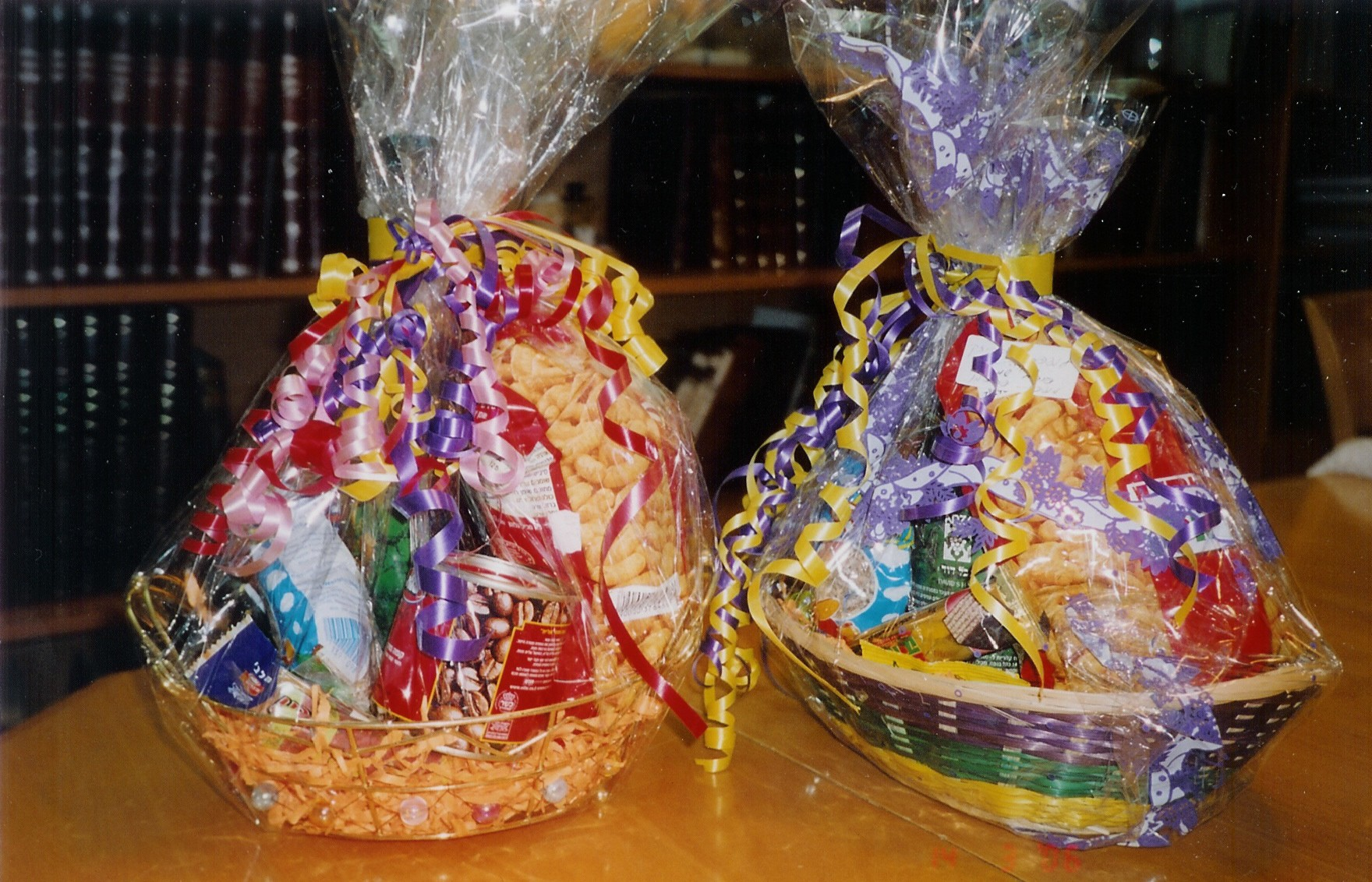
Две праздничные корзинки с мишлоах манот

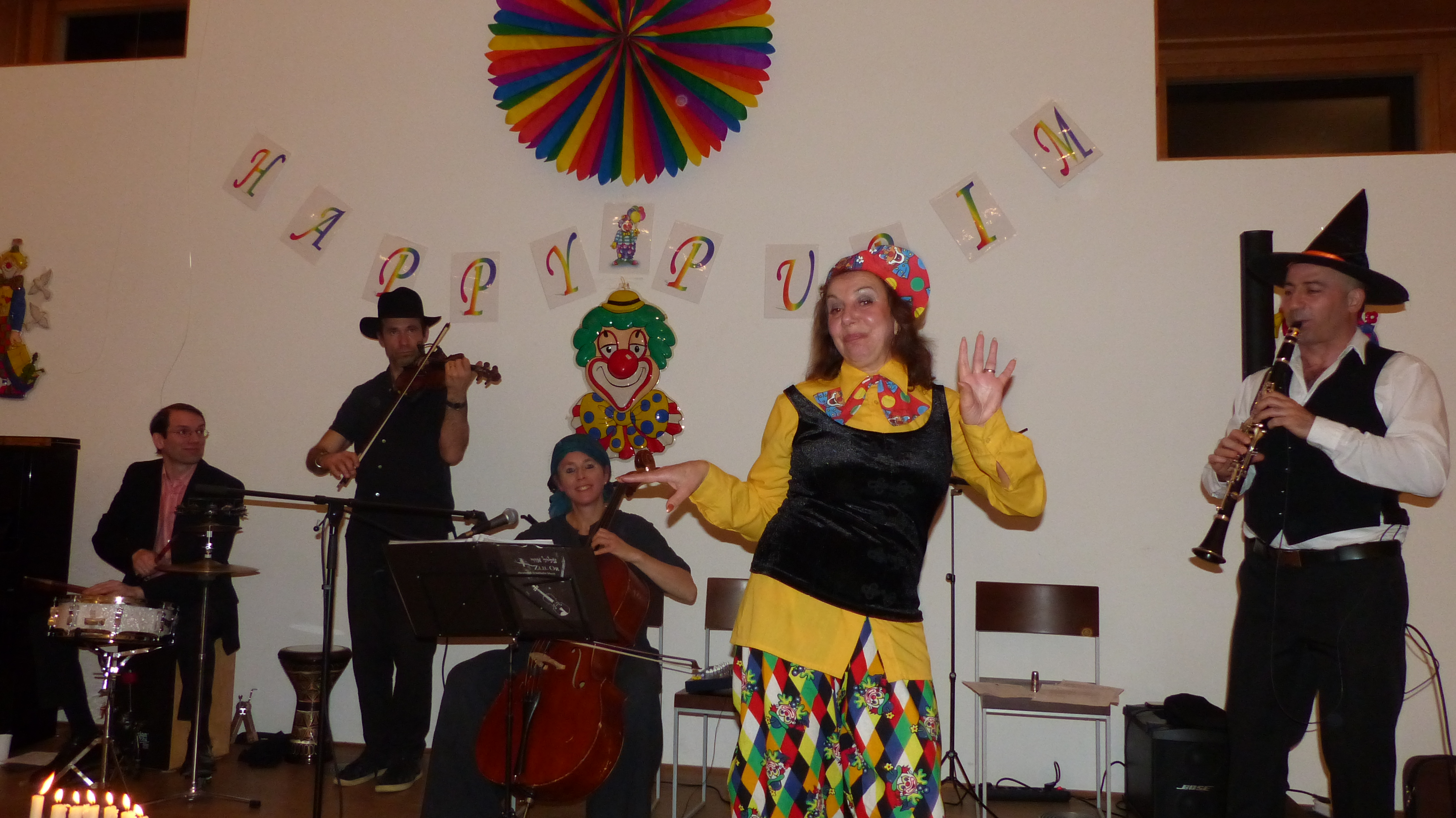
Пурим в Дрездене

В Пурим принято приносить друг другу сладости и сладкую выпечку (на иврите мишлоах манот, на идишe шалахмонес — букв. «посылка яств») и давать деньги нуждающимся.

### Карнавал
Пурим — карнавальный праздник. Особый жанр этого праздника — пуримшпиль (на идишe — «пуримское представление»), исполняемый одним или несколькими актёрами во время праздничной трапезы. Первоначально такие представления были просты и коротки, однако уже в начале XVIII в. эти представления постепенно превратились в драматические постановки с многочисленными ролями, музыкальным сопровождением и текстом в несколько тысяч рифмованных строк. Пуримшпили разыгрывались в публичных местах, и со зрителей взималась плата. Тем не менее, пуримшпили всегда сохраняли связь с книгой Эсфирь и разыгрывались только на Пурим. Под влиянием итальянского карнавала вошло в обычай рядиться на Пурим, причём мужчинам разрешено даже переодеваться в женское платье и наоборот (что в обычной ситуации категорически запрещено еврейским законом).
В современном Израиле в Пурим проводятся карнавальные шествия, наиболее старое и известное из которых — «Адлояда» (букв. «пока не перестанет различать») — было основано хореографом Барухом Агадати в Холоне в начале 1930-х годов.

## Шушан Пурим

### Места празднования
В наше время лишь в двух городах Пурим празднуется только 15-го адара, то есть, как Шушан Пурим: эти города — Шушан и Иерусалим.
Существует несколько городов, древность которых даёт основания для сомнения, в них празднование Пурима проходит два дня — 14-го (сам Пурим) и на следующий день, 15-го (уже Шушан Пурим). При этом, хотя все заповеди праздника выполняются дважды, основным считается первый день, когда Пурим празднуется по всему миру.
К таким городам с двойным Пуримом относятся древние города земли Израиля — Яфо, Тверия, Хеврон, Цфат, новое поселение Силом, построенное на месте старого еврейского города, Измир в Турции, Халеб в Сирии и Багдад в Ираке.
Существует традиция, которая отождествляет древний Шушан (по библейской традиции — Сузы) с современным иранским городом Хамадан, где находится и могила Эсфири, и могила Мардохея.
В Иране, в городе Хамадан, есть могилы, считающиеся могилами Эсфири и Мардохея. Уже в XIII веке еврейские путешественники описывали эту гробницу. Евреи Ирана и сегодня традиционно собираются там в день Пурима для чтения свитка Эсфири.

### Тройной Пурим (Пурим мешулаш)
При принятом устройстве еврейского календаря Пурим никогда не выпадает на субботу, а вот Шушан Пурим — бывает. При этом в Иерусалиме, где празднуют лишь Шушан Пурим, заповеди Пурима[уточнить] распределяются на три дня: от пятницы и до воскресенья. Такое празднование Пурима носит название Пурим мешулаш (ивр. פורים משולש‎) — Тройной Пурим.

## Значение Пурима в иудаизме
В Талмуде высказывается мнение, что когда все книги Пророков и Писания будут забыты, книга Эсфири не забудется и праздник Пурим не потеряет своего значения. Утверждается даже, что Пурим столь же велик, как тот день, в который Тора была дана на горе Синае.

### Десять сыновей Амана
В еврейской традиции существует любопытный комментарий к следующему отрывку из Книги Эсфири:

И в Сузах, городе престольном, убили иудеи и погубили пятьсот человек; и

Паршандату, и
Дальфона, и
Аспату, и
Порату, и
Адалью, и
Аридату, и
Пармашту, и
Арисая, и
Аридая, и
Вайзату —
десятерых сыновей Амана, сына Амдаты, врага иудеев, умертвили они, а на грабёж не простёрли руки своей. <…> И сказал царь Эсфири, царице: «<…> каково желание твоё? И будет удовлетворено оно для тебя; и какая просьба твоя? И она будет исполнена». И сказала Эсфирь: «Если угодно царю, то пусть бы позволено было иудеям в Сузах и завтра делать то же, что и сегодня; и десятерых сыновей Амана пусть бы повесили на дереве». И сказал царь, чтобы сделано было так, и дан был указ в Сузах, и десятерых сыновей Амана повесили.
— Эсф. 9:5-14
Комментаторы обращают внимание на то, что просьба Эсфири представляется странной. Ведь только что было сказано, что десять сыновей Амана были убиты. Можно было бы объяснить это противоречие тем, что Эсфирь просит повесить тела уже мёртвых врагов в устрашение всем тем, кто в будущем захочет поднять руку на евреев. Но в свитке имена убитых сыновей Амана записаны в столбик — одно под другим, и это, по мнению комментаторов, намекает на то, что они уже были повешены, живые или мёртвые. Еврейские комментаторы дают другое объяснение: Эсфирь обладала пророческим даром и знала, что в будущем вновь возникнет подобная ситуация. И просила она не у персидского царя, а у Царя царей, чтобы это преступление не осталось без возмездия.
Согласно существующим уже 2300 лет (с момента написания свитка Эсфирь) правилам, каждый писец, переписывающий свиток Эсфирь, обязан писать в именах сыновей Амана некоторые из букв маленькими и одну большой. При взгляде на имена, записанные в столбик, тут же бросаются в глаза буквы ת «тав», ש «шин» и ז «заин», отличающиеся от остальных букв своим уменьшенным размером, и буква ו «вав» в последней строчке, написанная так, что она опускается намного ниже строки. Возможно это указание на год, когда произошли события, похожие на Пурим, хотя и при более трагичных обстоятельствах. В еврейской традиции каждая буква имеет числовое значение, и год принято записывать не цифрами, а буквами. Таким образом, ת соответствует числу 400, ש — 300, ז — 7. Вместе — 707. Большая ו (её числовое значение — 6) возможное указание на шестое тысячелетие — пятитысячные годы.

## Местный (малый) Пурим
Помимо самого Пурима также распространён обычай отмечать дату спасения общины или семьи чтением соответствующих молитв и ритуалом, напоминающим пуримский. Это общинные варианты Пурима, называемые мо‘эд катан или Пурим катан с добавлениями названия общины или особого события, которое празднуется в определённую дату еврейского календаря, связанную со спасением в этот день еврейской общины данной местности. Зачастую такое празднование Пурима предваряется постом, подобным посту Эсфири, а в самый день праздника в синагоге часто читается свиток, содержащий историю данного варианта Пурима.
Местных вариантов Пурима известно более ста (хотя многие из них уже не празднуются). Среди них Пурим в городах Сарагоса (17-18 швата; согласно традиции, начиная с 1380 г.; установлен по поводу спасения евреев от обвинения в неуважении к королю), Алжир (4 хешвана, с 1540 или 1541 г., и 11 таммуза, с 1774 г.), Тверия (4-7 элула, с 1743 г.) и Авиньон (24 таммуза, год неизвестен, и 28 швата, с 1757 г.); также Каир, Нарбонна, Падуя. Примером семейного Пурима может служить Пурим Шмуэля ха-Нагида (по поводу его спасения от заговорщиков 1 элула 1039 г.).

## Комментарии
1. ↑  Это города на территории Древнего Израиля, которые в древности были обнесены стеной подобно персидской столице Сузы, среди них Иерусалим и Тверия. Это связано с тем, что в столице Персии борьба евреев с врагами продолжалась на день дольше, чем в других местах, и соответственно празднование победы состоялось в Сузах на день позже — в 15-й день адара{{подст:АИ}}.